# 2024年イスラエルのシリア侵攻
2024年イスラエルのシリア侵攻（2024ねんイスラエルのシリアしんこう）は、2024年12月8日に始まった、イスラエルによるシリアへの地上侵攻。シリア内戦におけるダマスカスの戦いとそれに続くアサド政権の崩壊の中、イスラエル陸軍装甲部隊は、イスラエル占領下のゴラン高原と他のシリア領の間にある国際連合兵力引き離し監視軍（UNDOF）の緩衝地帯に侵攻し、クネイトラ県中央部の田園地帯を砲撃の標的とした。この作戦により、第四次中東戦争後の1974年5月31日の停戦合意後、イスラエル軍が50年ぶりにこの地域に駐留したことになる。
ダマスカス陥落後、イスラエルの首相ベンヤミン・ネタニヤフは、シリア軍が陣地を放棄したため、1974年のシリアとの兵力引き離し協定は崩壊したとし、起こりうる脅威を防ぐため、シリア新政府と合意に達するまで、1974年にイスラエル国防軍が撤退した緩衝地帯を一時的に占領するよう軍に命じた。
具体的な軍事目標は12月9日にカッツ国防相によりイスラエル国防軍に与えられ、その内容は緩衝地帯とその近辺の陣地の完全占領、重火器やテロリストの基盤がない緩衝地帯を越えた安全地帯の設定、シリアを経由してレバノンに至るイランの武器密輸ルートの阻止などであった。ネタニヤフは10日、「シリアの内政に干渉するつもりはないが、安全を確保するため必要なことを行う」と表明した。イスラエルはゴラン高原周辺での地上軍の活動に加えて、アサド政権が保有していた兵器を破壊するため各地を爆撃している。

## 背景
1967年の第三次中東戦争以来、イスラエルはシリアのゴラン高原地域の大部分を占領してきた。1973年の第四次中東戦争後、イスラエルとシリアは兵力引き離しに合意し、両国の間には緩衝地帯が残され、そこは国際連合兵力引き離し監視軍によって管理された。1981年、イスラエルは一方的にゴラン高原の併合を宣言したが、国際法違反であるとして国連から非難されており、2019年にゴラン高原をイスラエルの一部として承認したアメリカ合衆国を除く世界のすべての国から承認されていない。イスラエル政府高官は、アメリカがこの領土に対するイスラエルの主権を承認するよう働きかけた。占領中、イスラエルは高原でのイスラエル人入植を積極的に推進してきた。
中東戦争後も、シリアのアサド政権およびそれと共闘していたイラン・イスラム共和国、レバノンの武装組織ヒズボラはイスラエルにとって脅威であり、アサド政権崩壊前にも、イスラエルはシリア領内を数百回爆撃してきた。2024年9月8日には、シリア西部で空爆での破壊が不可能な地下にある精密誘導ミサイル製造施設に特殊部隊を送り込んで爆破した。シリア内戦勃発前の2008年9月5日から6日かけての夜間には、シリアが建設中だった原子炉を爆撃で破壊した。
2024年12月、シリアの反体制派は、政権に対して大規模な攻撃を開始した。 アサド政権崩壊後、イスラエルのディアスポラ問題・反ユダヤ主義対策担当大臣アミカイ・チクリは、反体制派がシリア政府を政治的に動揺させたことに懸念を表明し、「シリアの大半は今やアルカーイダとISILの支配下にある」と主張した。チクリは、新政権による潜在的な攻撃を防ぐために、イスラエル占領下のゴラン高原にあるヘルモン山の防衛線を1974年の境界線に基づいて再強化するようイスラエル政府に促した。

## 侵攻以前の国際法違反
国連は11月、イスラエルが緩衝地帯内のエンジニアリングと戦車によって1974年の引き離し協定に違反していると非難した。引き離し監視軍は「建設に抗議するためにイスラエル国防軍と繰り返し交渉している」と述べた。イスラエルは「テロリストの侵攻を阻止し、イスラエルの国境の安全を守るために、イスラエル領内に限定してバリアの設置に取り組んでいる」と反論し、「イスラエルと同国防軍の職員は、地域の脅威に詳しい国連職員と緊密な連絡を取り合っている」と指摘した。

## 推移

### 地上攻撃

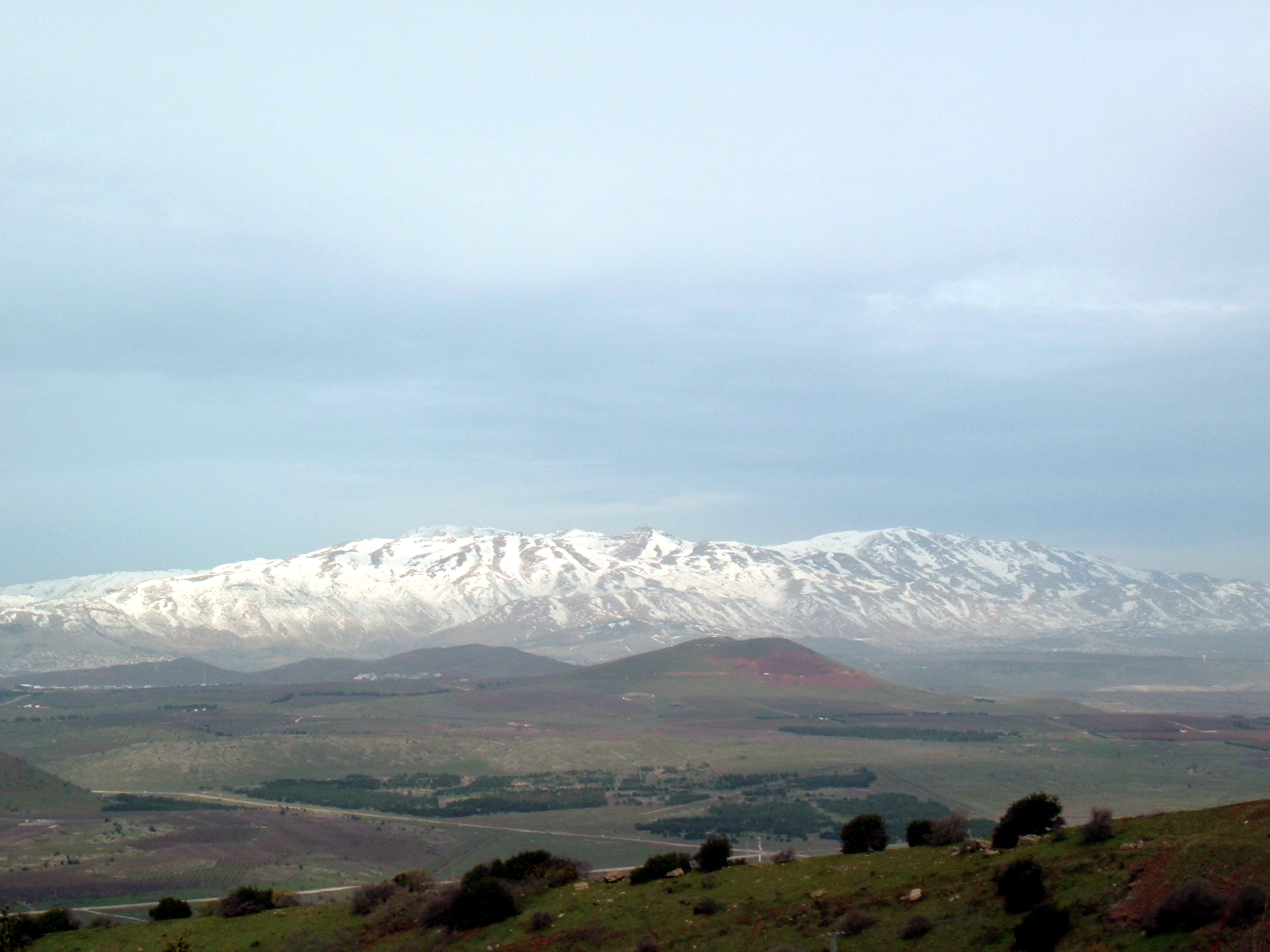
ゴラン高原のベンタル山から見たヘルモン山

南部におけるシリア反体制派の進撃を受けて、イスラエルはイスラエル陸軍第210師団を増強し、起こりうる脅威を防ぐためにゴラン高原に追加部隊を配備した。シリア反体制派が最初に南部の町ハデルを占領したとき、イスラエル国防軍がこの地域の国連職員への攻撃を撃退するためにゴラン高原にさらに進撃したことが報告された。さらに、国防軍は確立された緩衝地帯内での配備を大幅に強化した。
2024年12月8日、イスラエル陸軍ラジオは、主力戦車を含むイスラエル軍部隊が早朝の作戦中にゴラン高原に設置された国境フェンスを越えたと報じた。イスラエル陸軍ラジオは、同国軍と北部軍司令部が、シリアとの「国境」を強化するためにこの作戦を開始したと述べた。
軍の進撃はクネイトラ県にまで及び、かなりの部隊がハーン・アルナバの町に入った。 シリアメディアは、イスラエル軍がアル・バアスの市内中心部に侵攻したと報じた 。イスラエル空軍特殊部隊シャルダグ（5101部隊）によるクネイトラ県とヘルモン山のシリア実効支配地域側への進攻を受け、ネタニヤフ首相は声明を発表し、1974年の停戦合意は、シリア兵がゴラン高原での陣地を放棄したことで崩壊したとし、「敵対勢力がイスラエルとの境界付近に進駐しないようにする」ため、この地域を一時的に占領することになったと述べた。占領期間中、イスラエル軍のアヴィチャイ・アドレー報道官は、クネイトラを含むシリアの5つの村に夜間外出禁止令を発表し、境界付近の町の地元住民に伝達があるまで屋内にとどまるよう命じた。2024年12月8日、アル＝アラビーヤは、イスラエルがテル・アル・ハーラを制圧したと報じた。

### 空爆
2024年12月8日、イスラエル空軍は、イスラエルが戦略的脅威とみなした武器貯蔵施設が反体制勢力の手に渡るのを防ぐため、シリア南部全域に対して作戦を実施した。イスラエル当局者は、標的にはマスタードガスやVXガスを中心とする化学兵器の小規模な備蓄、レーダーを装備した砲台、ロシア製防空ミサイルの車両、スカッドミサイルの備蓄が含まれていたと主張した。ホワイトヘルメットは、「消火中に異常な有毒ガスが発生した形跡はなく、民間人の間で窒息死したケースは観察されなかった」と報告した。イスラエルも空爆を開始したと報じられ、ダマスカス郊外のカフル・スーザや、シリアの情報機関や税関の本部があるダマスカスの中央広場での爆発が報告された 。その後、イスラエルはメゼ空軍基地にも激しい砲撃を加えた。
2024年12月9日未明、イスラエルはシリア南部のダルアー県とスワイダー県全域で数回の空爆を行った。6回の空爆の標的はスワイダー北部の空軍基地として報告され、他の複数の空爆はナワとダルアー地方の弾薬庫を標的とした。夕方、イスラエル国防軍は、シリア海軍を標的とし、ラタキア港と、バルゼの化学兵器製造センターとされる場所を空爆した。12月9日の間、イスラエルはダマスカス、ダルアー、ラタキア、ハマーを含むシリアの拠点に対して100回以上の空爆を行った。イスラエルの高官は、空爆は「今後数日間続くだろう」と述べた。

### イスラエルの計画
12月9日、イスラエルのカッツ国防相は、シリア南部における具体的かつ包括的な軍事目標を承認した。 イスラエル国防軍は、カッツ国防相から当面実施する4つの主要な戦略目標を受け取った。
1. シリアの緩衝地帯とその近辺の戦略的地域を完全に掌握すること。
2. イスラエルにとって脅威となりうる重火器やテロリストのインフラをすべて撤去し、地元のドゥルーズ派コミュニティやその他の地域コミュニティとの接触を確立しつつ、緩衝地帯を越えて広がる安全地帯を確立すること。
3. シリア領内や国境を通過してレバノンにイランの武器密輸ルートが再確立されるのを直ちに阻止すること。
4. 防空網、ミサイルシステム、沿岸防衛施設など、シリア全土の戦略的重火器システムの破壊を継続すること。